# Nick Faure
Nick Faure (ur. 28 maja 1944) – brytyjski kierowca wyścigowy.

## Kariera
Faure rozpoczął karierę w międzynarodowych wyścigach samochodowych w 1975 roku od startów w klasie GT 24-godzinnego wyścigu Le Mans, gdzie uplasował się na drugiej pozycji. W późniejszych latach Brytyjczyk pojawiał się także w stawce World Challenge for Endurance Drivers, World Championship for Drivers and Makes, FIA World Endurance Championship, British Touring Car Championship oraz 24-godzinnego wyścigu Spa

## Wyniki w 24h Le Mans
| Rok  | Klasa    | Nr | Opony | Samochód                                                   | Zespół                                  | Partnerzy                        | Okr. | Poz. | Klasa Poz. |
| ---- | -------- | -- | ----- | ---------------------------------------------------------- | --------------------------------------- | -------------------------------- | ---- | ---- | ---------- |
| 1975 | GT       | 69 |       | Porsche 911 Carrera RSR Porsche F6 2v SOHC 2992cc          | ”Beurlys”                               | ”Jean Beurlys” John Cooper       | 311  | 6    | 2          |
| 1976 | GT       | 70 |       | Porsche 934 Porsche 930/71 F6 2992cc Turbo                 | ”Beurlys”                               | ”Jean Beurlys” John Goss         | 168  | NS   | NS         |
| 1977 | Gr.5     | 42 |       | Porsche 935 Porsche 930/72 F6 2807cc Turbo                 | Porsche Kremer Racing                   | John Fitzpatrick Guy Edwards     | 15   | NU   | NU         |
| 1978 | S+2.0    | 12 | G     | De Cadenet Lola T380 Ford Cosworth DFV V8/90° DOHC 2993cc  | Simon Phillips Racing with Batco Racing | John Bealsey Simon Phillips      | 99   | NS   | NS         |
| 1979 | IMSA+2.5 | 61 | M     | Ferrari 512 BB Ferrari F12 4942cc                          | ”Beurlys”                               | Bernard de Dryver Steve O’Rourke | 274  | 12   | 5          |
| 1980 | S+2.0    | 11 |       | De Cadenet Lola LM Ford Cosworth DFV V8/90° 4v DOHC 2993cc | Nick Faure                              | Bernard de Dryver Richard Jones  |      | NZ   | NZ         |
| 1981 | S+2.0    | 21 | D     | De Cadenet Lola LM Ford Cosworth DFV V8/90° 4v DOHC 2993cc | Dorset Racing Associates                | Vivian Candy Martin Birrane      | 171  | NU   | NU         |
| 1982 | C        | 16 | A     | Lola T610 Ford Cosworth DFL V8 3955cc                      | Ultramar Team Lola                      | Guy Edwards Rupert Keegan        | 72   | NU   | NU         |
| 1983 | C        | 41 |       | EMKA C83/1 Aston Martin Tickford V8/90° 2v DOHC 5340cc     | EMKA Productions Ltd.                   | Tiff Needell Steve O’Rourke      | 275  | 17   | 13         |
| 1984 | C1       | 38 | D     | Dome RC82 Ford Cosworth DFL V8/90° 3296cc                  | Dorset Racing Associates                | Richard Jones Mark Galvin        | 156  | NU   | NU         |
| 1985 | C1       | 66 | D     | EMKA C84/1 Aston Martin Tickford V8/90° 2v DOHC 5340cc     | EMKA Productions Ltd.                   | Tiff Needell Steve O’Rourke      | 338  | 11   | 11         |